# With Broken Wings
With Broken Wings es una banda estadounidense de hardcore y post-hardcore, formada en Monterey Park, California en el 2002.

## Biografía
El nombre de la banda fue "Aesthic Failure", sin embargo el nombre pronto fue olvidado cuando la sugerencia de "With Broken Wings" entra en juego, el cual esta banda tuvo poco éxito ya que solo grabaron un disco, aunque en sus pocas canciones lograron gran popularidad por el estilo de la música y tuvieron muchos seguidores.
La banda se separó el 2 de febrero de 2009, anunciándolo en su myspace.

## Integrantes
- Larry Fernandez
- Jose Gonzales
- Steven Rodriguez
- Larry Rodriguez
- Mario Figueroa

## Discografía
Tonight Is The Night My Heart Stops (2003)
1- Symphathy Page
2- The Birth Of Catastrophe
3- Lost In The Midst Of Chaos
4- A Beautiful Tragedy
5- In My Dreams
6- Tonight Is The Night My Heart Stops
New Demo (2008)
1- Head Up High
2- It's More Like Love
3- Lies Can Dance (Demo)
4- Lies Can Dance (Demo 2)
5- Your Heart's Gold
6- What A Genious
ALBUM
A Velvet Ember (2006)
1- Her Legacy [Intro]
2- Black Morning Ribbon
3- In My Dreams
4- My August
5- Under Disguise
6- A beautiful Tragedy
7- Minus A Holiday
8- In My Dreams [Accoustic version]
9- Symphathy Page
10- The birth Of Catastrophe
11- Lost In The Midst Of Chaos
12- One Word Til Calamy
13- Tonight Is The night My Heart Stops
Others:
Darkest Hour